# Elecciones provinciales de San Luis de 1995
El 14 de mayo de 1995 se realizaron elecciones para elegir Gobernador, vicegobernador, 5 senadores provinciales y 21 diputados provinciales.
El resultado estableció que el gobernador Adolfo Rodríguez Saá fuera reelegido gobernador de la provincia por cuarta vez consecutiva.

## Resultados

### Gobernador y vicegobernador
| Fórmula               | Fórmula               | Partido               | Partido               | Votos   | %     |
| Gobernador            | Vicegobernador        | Partido               | Partido               | Votos   | %     |
| --------------------- | --------------------- | --------------------- | --------------------- | ------- | ----- |
| Adolfo Rodríguez Saá  | Mario Merlo           |                       | Frente Justicialista  | 110.631 | 71,62 |
|                       |                       |                       | Unión Cívica Radical  | 26.268  | 17,00 |
| Eduardo Mones Ruiz    | Mauricio Zoppi        |                       | Frente País Solidario | 16.230  | 10,51 |
| Mirtha Carrillo       | José Cenfaila         |                       | Alianza Frente Grande | 1.350   | 0,87  |
| Votos positivos       | Votos positivos       | Votos positivos       | Votos positivos       | 154.479 | 95,33 |
| Votos en blanco       | Votos en blanco       | Votos en blanco       | Votos en blanco       | 7.412   | 4,57  |
| Votos nulos           | Votos nulos           | Votos nulos           | Votos nulos           | 149     | 0,09  |
| Participación         | Participación         | Participación         | Participación         | 162.040 | 80,22 |
| Electores registrados | Electores registrados | Electores registrados | Electores registrados | 202.003 | 100   |
| Fuente:               |                       |                       |                       |         |       |

### Cámara de Diputados
| ← 1993 · Cámara de Diputados · 1997 → | ← 1993 · Cámara de Diputados · 1997 →         | ← 1993 · Cámara de Diputados · 1997 → | ← 1993 · Cámara de Diputados · 1997 → | ← 1993 · Cámara de Diputados · 1997 → |
| Partido                               | Partido                                       | Votos                                 | %                                     | Bancas                                |
| ------------------------------------- | --------------------------------------------- | ------------------------------------- | ------------------------------------- | ------------------------------------- |
|                                       | Frente Justicialista                          | 34.069                                | 52,26                                 | 14/21                                 |
|                                       | Unión Cívica Radical                          | 17.658                                | 27,09                                 | 5/21                                  |
|                                       | Frente País Solidario                         | 8.660                                 | 13,21                                 | 1/28                                  |
|                                       | Movimiento de Integración y Desarrollo        | 3.614                                 | 5,54                                  | 1/28                                  |
|                                       | Movimiento por la Dignidad y la Independencia | 664                                   | 1,02                                  |                                       |
|                                       | Alianza Frente Grande                         | 521                                   | 0,80                                  |                                       |
| Votos positivos                       | Votos positivos                               | 65.186                                | 89,76                                 |                                       |
| Votos en blanco                       | Votos en blanco                               | 7.295                                 | 10,05                                 |                                       |
| Votos nulos                           | Votos nulos                                   | 139                                   | 0,19                                  |                                       |
| Participación                         | Participación                                 | 72.620                                | 35,94                                 |                                       |
| Electores registrados                 | Electores registrados                         | 202.003                               | 100                                   |                                       |
| Fuente:                               |                                               |                                       |                                       |                                       |

### Cámara de Senadores
| ← 1993 · Cámara de Senadores · 1997 → | ← 1993 · Cámara de Senadores · 1997 →         | ← 1993 · Cámara de Senadores · 1997 → | ← 1993 · Cámara de Senadores · 1997 → | ← 1993 · Cámara de Senadores · 1997 → |
| Partido                               | Partido                                       | Votos                                 | %                                     | Bancas                                |
| ------------------------------------- | --------------------------------------------- | ------------------------------------- | ------------------------------------- | ------------------------------------- |
|                                       | Frente Justicialista                          | 52.568                                | 60,87                                 | 5/5                                   |
|                                       | Unión Cívica Radical                          | 19.099                                | 22,12                                 |                                       |
|                                       | Frente País Solidario                         | 12.264                                | 14,20                                 |                                       |
|                                       | Movimiento de Integración y Desarrollo        | 1.084                                 | 1,26                                  |                                       |
|                                       | Alianza Frente Grande                         | 828                                   | 0,96                                  |                                       |
|                                       | Movimiento por la Dignidad y la Independencia | 517                                   | 0,60                                  |                                       |
| Votos positivos                       | Votos positivos                               | 86.360                                | 89,86                                 |                                       |
| Votos en blanco                       | Votos en blanco                               | 9.712                                 | 10,11                                 |                                       |
| Votos nulos                           | Votos nulos                                   | 29                                    | 0,03                                  |                                       |
| Participación                         | Participación                                 | 96.101                                | 47,57                                 |                                       |
| Electores registrados                 | Electores registrados                         | 202.003                               | 100                                   |                                       |
| Fuente:                               |                                               |                                       |                                       |                                       |